# Arthur Goetz
Arthur Goetz  (* 1885; † 1954 in Mexiko) war ein deutscher Maler und Grafiker.

## Leben
Als Mitglied der Novembergruppe Berlin nahm Arthur Goetz zwischen 1920 und 1923 an deren Ausstellungen teil. Künstler wie Otto Dix, George Grosz, Raoul Hausmann, John Heartfield, Hannah Höch, Rudolf Schlichter und Georg Scholz aus dem linken Flügel dieser Gruppe verfassten 1921 einen Aufruf, der sich gegen die sogenannte „Verbürgerlichung“ der Kunst richtete. Die Novembergruppe wurde 1922 in das Kartell fortschrittlicher Künstlergruppen in Deutschland aufgenommen.
Arthur Goetz emigrierte 1936 nach Frankreich, 1941 nach Mexiko, wo er 1954 starb.

## Werk
Die Bildsprache von Arthur Goetz zeigt sich stark von den Architekten und den abstrakten Tendenzen der Novembergruppe beeinflusst. Er gestaltete u. a. graphische Beiträge für die literarisch-politische Avantgardezeitschrift Die Aktion. Als künstlerischer Mitarbeiter von "Die Aktion" (Bd. 8, Nr. 39/40, 5. Oktober 1918) wird er im Künstlerverzeichnis des MoMA zusammen mit Karl Schmidt-Rottluff, Wilhelm Schuler, Ines Wetzel, Walter O. Grimm, Bruno Beye, Wladislav Skotarek, Josef Čapek, Franz Wilhelm Seiwert, Julius Kaufmann und Erich Goldbaum als Umschlaggestalter genannt.
Der bekannte Kunstsammler Henri Nannen war einer der Ersten, der das verschollene Werk von Arthur Goetz vor der Vergessenheit bewahrte, indem er Werke von ihm ankaufte und sammelte. 1983 schenkte er seine hauptsächlich aus Gemälden und Skulpturen des deutschen Expressionismus bestehende Sammlung seiner Heimatstadt Emden. 1986 wurde dann die dafür erbaute  Kunsthalle in  Emden eröffnet.
In der Ausstellung Expressionismus² (14. März – 5. Juli 2015) im Buchheim-Museum in Bernried, mit Werken aus den Sammlungen Lothar-Günther Buchheim und Henri Nannen, war auch ein Gemälde von Arthur Goetz zu sehen. Durch diese Rückkehr in die Reihe renommierter Vertreter des Expressionismus ist der zeitweilig in Vergessenheit geratene Arthur Goetz wieder im Bewusstsein der Kunstfreunde präsent.